# Дубровка (Ельский район)
Дубровка (бел. Дубраўка) — деревня в Валавском сельсовете Ельского района Гомельской области Белоруссии.

## География

### Расположение
В 41 км на юго-запад от районного центра и железнодорожной станции Ельск (на линии Калинковичи — Овруч), 218 км от Гомеля.

## Гидрография
На востоке, севере и западе мелиоративные каналы.

## Транспортная сеть
Транспортные связи по просёлочной, затем автомобильной дороге Скородное — Стодоличи. Планировка состоит из прямолинейной широтной улицы, к центру которой присоединяется с юга длинная прямолинейная улица. Застройка двусторонняя, неплотная, деревянная, усадебного типа.

## История
По письменным источникам известна с XIX века как хутор в Скороднянской волости Мозырского уезда Минской губернии. В 1921 году в наёмном доме открыта школа. В 1930 году создан колхоз «Новая Дубровка», работала кузница. Во время Великой Отечественной войны оккупанты убили 9 жителей. На фронте погибли 24 жителя. В 1959 году в составе совхоза «Валавск» (центр — деревня Валавск), клуб.

## Население

### Численность
- 2004 год — 15 хозяйств, 23 жителя.
- 2019 год — 4 хозяйства, 6 жителей.

### Динамика
- 1897 год — 6 дворов, 48 жителей (согласно переписи).
- 1917 год — 75 жителей.
- 1924 год — 16 дворов, 95 жителей.
- 1959 год — 203 жителя (согласно переписи).
- 2004 год — 15 хозяйств, 23 жителя.
- 2019 год — 4 хозяйства, 6 жителей.